# الکساندر سیزوف
الکساندر سیزوف (انگلیسی: Oleksandr Sizov؛ زادهٔ ۱۶ ژوئن ۱۹۸۸) بازیکن بسکتبال اهل اوکراین است.